# Coenotephria bifasciata
Coenotephria bifasciata là một loài bướm đêm trong họ Geometridae.